# Przedłużanie życia
Przedłużanie życia – hamowanie lub odwracanie procesu starzenia się, aby wydłużyć zarówno maksymalną długość życia, jak i oczekiwane dalsze jego trwanie. Część badaczy oraz osób zainteresowanych przedłużeniem własnego życia uważa, że przyszłe osiągnięcia naukowe w dziedzinie regeneracji tkanek (za pomocą komórek macierzystych, naprawy molekularnej) oraz wymiany narządów (dzięki ksenotransplantacjom) pozwolą ludziom na nieograniczoną długość życia i całkowite odmłodzenie i wyleczenie. Przedłużaniem życia zajmuje się gerontologia eksperymentalna (inaczej gerontologia biomedyczna).

## Przeciętna i maksymalna długość życia
W procesie starzenia organizm akumuluje uszkodzenia makromolekuł, komórek i organów. Maksymalna długość życia ludzi wynosi około 120 lat, a myszy (najczęściej używanych do doświadczeń nad starzeniem się), około 4 lata. Rozbieżności genetyczne między ludźmi a myszami powodujące taką różnicę mogą polegać na skuteczności naprawy DNA, rodzajach i jakości enzymów przeciwutleniaczy oraz innego tempa wytwarzania rodników.
Przeciętna długość życia w populacji jest zaniżana przez umieralność niemowląt i dzieci, które są często związane z chorobami zakaźnymi i problemami żywieniowymi. W dalszych latach życia czynnikami tymi są choroby i wypadki. Przedłużenie oczekiwanej długości życia można osiągnąć dzięki diecie, ćwiczeniom fizycznym i zdrowemu stylowi życia.
Teoretycznie można by wydłużyć długość życia, zmniejszając tempo uszkodzeń związanych ze starzeniem się, okresowo wymieniając uszkodzone tkanki, metodami nanobiotechnologicznymi.

## Obecne strategie zapobiegania starzeniu się

### Dieta i suplementy
Wiele zaleceń sprowadza się do diety i stosowania suplementów jako sposobów na wydłużenie życia, chociaż niewiele z nich zostało poddanych systematycznym testom pod kątem długowieczności. Diety promowane przez zwolenników przedłużania życia bywają sprzeczne, np. dieta paleolityczna i ograniczanie kalorii. Co do stosowania diety niskokalorycznej na naczelnych wyniki są niejednoznaczne. Eksperymenty na rezusach przeprowadzone przez National Institute on Aging nie wykazały przedłużania życia przez dietę niskokaloryczną, natomiast podobne eksperymenty przeprowadzone na University of Wisconsin-Madison wykazały wydłużenie ich życia.
Wolnorodnikowa teoria starzenia się utrzymuje, że suplementy przeciwutleniaczy (witamina C, witamina E, koenzym Q, kwas liponowy, karnozyna, acetylocysteina) mogą przedłużać ludzkie życie. Jednak wyniki wielu testów klinicznych wskazują, że suplementy β-karotenu i wysokie dawki witaminy E zwiększają śmiertelność. Inne substancje mające przedłużać życie to oksytocyna, insulina, ludzka gonadotropina kosmówkowa (hCG) i erytropoetyna (EPO). Resweratrol to stymulant sirtuiny, która wydaje się przedłużać życie prostych organizmów, między innymi nicieni, oraz krótko żyjących ryb.
Zaobserwowano, że niektóre suplementy, w tym selen i cynk przedłużały życie szczurów i myszy, jednak nie udowodniono tej zależności u ludzi, zauważono za to istotne efekty toksyczności. Metformina może też wydłużać życie myszy.

### Leki
U nicieni przedłużenie życia, podobne jakie daje dieta, wywołał antydepresant mianseryna (Tolvon). Nicienie odżywiały się normalnie i były dobrze odżywione. Hipoteza mówi, że dzięki mianserinie organizm jest oszukiwany i wydaje mu się, że jest na diecie.
Szczurom podawano Fuleren C60, który przedłużył im życie dwukrotnie.

### Terapia hormonalna
W zapobieganiu starzenia się propagowane są terapie hormonalne. Niektóre z nich były krytykowane jako potencjalnie niebezpieczne dla pacjenta i niewykazujące spodziewanych efektów, np. przez American Medical Association.
Niedawne badania kliniczne wykazały, że terapia niskimi dawkami hormonu wzrostu u dorosłych z niedoborami tego hormonu zmienia budowę ciała: następuje przyrost masy mięśniowej, ubywa tłuszczu, wzrasta gęstość kości i siła mięśni, poprawiają się parametry układu krążenia (np. maleje ilość cholesterolu LDL) i poprawia się ogólna jakość życia, bez skutków ubocznych. Zastosowanie hormonu wzrostu jako terapii przeciw starzeniu się opiera się o badania na zwierzętach. Wczesne rezultaty wskazywały, że suplementacja myszy hormonami wzrostu zwiększała przeciętną oczekiwaną długość życia. Kolejne doświadczenia na zwierzętach wykazały, że hormon wzrostu może ogólnie działać jako czynnik skracający maksymalną długość życia; zmodyfikowane genetycznie myszy bez receptora hormonu wzrostu żyły szczególnie długo. Ponadto modele myszy bez czynnika wzrostu opartego na insulinie także żyły wyjątkowo długo i miały niski poziom hormonu wzrostu.

### Obiecujące odkrycia
Stwierdzono, że białko SIRT6 pełni ważną funkcję w naprawianiu DNA, co może być ważne w powstrzymaniu starzenia na poziomie komórkowym. Vera Gorbunova stwierdziła, że „nadekspresja białka SIRT6 wydłuża życie myszy”.

## Proponowane strategie przedłużania życia

### Nanotechnologia
Przyszłe postępy nanomedycyny mogą przedłużać życie poprzez naprawę procesów uważanych za odpowiedzialne za starzenie się. Raymond Kurzweil, futurolog i transhumanista, uważa, że zaawansowane medyczne nanoroboty mogą całkowicie zniwelować efekty starzenia się do roku 2030.

### Klonowanie i zastępowanie części ciała
Część zwolenników przedłużania życia jest zdania, że klonowanie i badania nad komórkami macierzystymi mogą doprowadzić do wytworzenia komórek, części ciała lub nawet całych ciał (klonowanie ludzi), będących identycznymi kopiami pacjenta. W 2008 Departament Obrony Stanów Zjednoczonych rozpoczął program badawczy nad możliwościami wyhodowania części ciała ludzkiego na myszach. Złożone struktury biologiczne, jak stawy i kończyny ssaków, nie zostały jak na razie skopiowane. W połowie XX w. prowadzono eksperymenty nad przeszczepami mózgów psów i małp, jednak nie powiodły się z powodu odrzucania przeszczepów przez organizm i niemożliwości przywrócenia połączeń nerwowych. W 2006 możliwe stało się wszczepianie pęcherzy moczowych wyhodowanych z komórek pacjentów, co okazało się skuteczną terapią chorób pęcherza. Zwolennicy zastępowania części ciała sądzą, że odpowiednie biotechnologie rozwiną się w tym kierunku szybciej, niż inne technologie mające prowadzić do przedłużania życia.
Użycie ludzkich komórek macierzystych, szczególnie zarodkowych, budzi kontrowersje. Zastrzeżenia biorą się zwykle z interpretacji nauk religijnych lub przekonań etycznych. Zwolennicy badań nad komórkami macierzystymi wskazują, że komórki są cały czas naturalnie tworzone i niszczone z różnych powodów. Użycie komórek macierzystych pobranych z pępowiny lub z ciała osoby dorosłej nie powinno budzić kontrowersji.
Podobne kontrowersje budzi klonowanie. Część jego zwolenników rozważa tworzenie „pustych” ciał bez świadomości, w celu przeszczepów mózgu.

### Krionika
Dla krioników (zwolenników krioprezerwacji ciała ludzkiego), przechowanie ciała w niskiej temperaturze po śmierci może być „ambulansem” do przyszłości, kiedy to zaawansowana technologia medyczna pozwoli na resuscytację i naprawę uszkodzeń, których dziś medycyna nie jest w stanie wyleczyć. Temperatura krioniczna zapobiegnie rozkładowi ciała na wiele lat, dając medycynie czas na znalezienie leków na wiele chorób, odmłodzenie ciała i odwrócenie uszkodzeń spowodowanych procesem krioprezerwacji.
Krionicy uważają, że śmierć w sensie prawnym nie jest prawdziwą śmiercią, ponieważ zatrzymanie akcji serca i oddychania, które są podstawowymi symptomami umierania, mają miejsce na długo przed śmiercią komórek i tkanek ciała. Nawet w temperaturze pokojowej śmierć komórek może zająć kilka godzin lub nawet dni. Mimo że uszkodzenia neurologiczne zaczynają się 4–6 minut po zatrzymaniu akcji serca, nieodwracalne uszkodzenia pojawiają się dopiero po kilku godzinach. Krionicy przekonują, że szybkie ochłodzenie i wsparcie krążeniowo-oddechowe (nie resuscytacja) natychmiast po stwierdzeniu zgonu może zapobiec śmierci komórek i zachować je na długo w niezmienionym stanie w temperaturze ciekłego azotu (–196 °C). Ludzie, a zwłaszcza dzieci, przeżywali nawet do godziny bez bicia serca, jeśli (w wyniku wypadku) byli zanurzeni w lodowato zimnej wodzie. W jednym przypadku powrót do całkowitego zdrowia nastąpił po spędzeniu 45 minut pod wodą. W celu usprawnienia szybkiej prezerwacji komórek i tkanek, krionicy organizują się w zespoły czuwające przy łóżku osoby umierającej, aby natychmiast po stwierdzeniu zgonu przez lekarza rozpocząć wsparcie krążeniowo-oddechowe i ochładzanie ciała.
Żadnego ssaka poddanego krioprezerwacji nie udało się jeszcze przywrócić do życia, chociaż prowadzone doświadczenia ochładzania do temperatur kilku stopni powyżej zera i wypompowywania krwi, po czym wpompowania z powrotem i ogrzania (prowadzone przez Jerry’ego Leafa), zakończyły się sukcesem. Witryfikacja nerki królika, ochłodzenie do temperatury krionicznej, a następnie ogrzanie i przeszczepienie królikowi, także się powiodło. Część naukowców popiera ideę krioniki, opierając się na przewidywanych możliwościach przyszłej nauki i osobliwości technologicznej. W 2004 firma 21st Century Medicine otrzymała grant w wysokości $900 000 od Narodowych Instytutów Zdrowia na opracowanie rozwiązań umożliwiających sprawniejsze przeszczepy serca u ludzi.

### Strategies for Engineered Negligible Senescence
Kolejną postulowaną technologią mającą przedłużyć życie jest kombinacja istniejących i przyszłych technologii biochemicznych i genetycznych. Jedno z takich ujęć, Strategies for Engineered Negligible Senescence (SENS) autorstwa biogerontologa Aubreya de Greya, wśród siedmiu punktów strategicznych wymienia walkę z rakiem, terapię komórkową, dodanie nowych enzymów do ciała ludzkiego i przeniesienie mitochondrialnego DNA do jądra komórkowego. Nie ma dowodów naukowych za tym podejściem, bywa też nazywane pseudonaukowym ze względu na powoływanie się na nieistniejące jeszcze techniki.

### Modyfikacja genetyczna
Terapia genowa, w której sztuczne geny zintegrowane są z organizmem w celu zastąpienia zmutowanych lub uszkodzonych genów, to kolejna strategia przyszłości mająca zaradzić starzeniu się. Wprowadzenie enzymu katalazy do mitochondrium zaowocowało 20% wzrostem długości życia myszy transgenicznych i poprawą stanu zdrowia myszy zainfekowanych wirusem AAV.

### Oszukiwanie genów
W książce Samolubny gen Richard Dawkins przedstawia oszukiwanie genów jako sposób na przedłużenie życia; gen ma „myśleć”, że ciało jest młode. Dawkins powołuje się tu na ideę, której autorem był Peter Medawar. Nasze ciała składają się z genów, które są aktywowane na przestrzeni naszego życia; niektóre w młodości, inne, kiedy jesteśmy starsi. Przypuszczalnie dzieje się to za sprawą czynników środowiskowych (czym zajmuje się epigenetyka), a zmiany wywołane aktywacją tych genów mogą mieć skutki śmiertelne. Jest statystycznie pewne, że im jesteśmy starsi, tym więcej posiadamy śmiertelnych genów, które aktywują się na starość, a nie w młodości. Wobec tego, aby przedłużyć życie, powinniśmy móc zapobiec włączaniu się tych genów, poprzez „zidetyfikowanie zmian w wewnętrznym środowisku chemicznym ciała zachodzących w trakcie starzenia się... i symulowanie zewnętrznych cech chemicznych młodego ciała” („identifying changes in the internal chemical environment of a body that take place during aging... and by simulating the superficial chemical properties of a young body”).

## Historia przedłużania życia i ruchu na rzecz przedłużania życia
W 1970 w wyniku działań Denhama Harmana, twórcy wolnorodnikowej teorii starzenia się, powstała American Aging Association. Harman chciał stworzyć organizację biogerontologów, badającą i szerzącą wśród zainteresowanych naukowców informacje na temat przedłużania życia ludzkiego.
W 1976 futurolodzy Joel Kurtzman i Philip Gordon napisali książkę No More Dying. The Conquest Of Aging And The Extension Of Human Life (ISBN 0-440-36247-4), będącą pierwszą popularną pozycją na temat przedłużania ludzkiego życia. W konsekwencji Kurtzman został zaproszony do rozmów w House Select Committee on Aging, pod przewodnictwem Claude Pepper z Florydy, na temat wpływu przedłużania życia na system ubezpieczeń społecznych.
W 1980 Saul Kent wydał książkę The Life Extension Revolution (ISBN 0-688-03580-9) i założył firmę non-profit produkującą odżywki i witaminy i prowadzącą badania, Life Extension Foundation. Life Extension Foundation wydaje dwumiesięcznik Life Extension Magazine. Wydana w 1982 książka Life Extension: A Practical Scientific Approach (ISBN 0-446-51229-X) autorstwa Durka Pearsona i Sandy Shaw spopularyzowała hasło „life extension”.
W 1983 Roy Walford, zwolennik przedłużania życia i gerontolog, wydał popularną książkę pt. Maximum Lifespan. W 1988 Walford i jego student Richard Weindruch podsumowali ich badania nad możliwościami diety ograniczającej kalorie w kierunku wydłużenia życia gryzoni w książce The Retardation of Aging and Disease by Dietary Restriction (ISBN 0-398-05496-7). Od czasów prac Clive’a McCaya w latach 30. XX w. wiadomo było, że ograniczenie kalorii może wydłużyć życie gryzoni. Jednak to Walford i Weindruch szczegółowo opisali to zjawisko pod względem naukowym. Walford stosował własną dietę na sobie samym. Spodziewał się dożyć 120 lat (wydał książkę The 120 Year Diet), jednak zmarł w wieku 79 lat z powodu komplikacji związanych ze stwardnieniem zanikowym bocznym.
Pieniądze wygenerowane przez non-profit Life Extension Foundation pozwoliły Saulowi Kentowi sfinansować Alcor Life Extension Foundation, jedną z największych na świecie organizacji krionicznych. Ruch krioniczny zapoczątkowała w 1962 książka Roberta Ettingera, The Prospect of Immortality (Perspektywa nieśmiertelności). W latach 60. Saul Kent był współzałożycielem Cryonics Society of New York. Alcor stał się szeroko znany w 2002, kiedy rodzina poddanej krioprezerwacji gwiazdy futbolu, Teda Williamsa, na drodze sądowej ustalała, czy ted Williams życzył sobie być poddany krioprezerwacji, czy nie.
Prawne nieporozumienia między amerykańską Agencją Żywności i Leków (FDA) i Life Extension Foundation doprowadziły do procesów sądowych i zajęcia mienia. W 1991 Saul Kent i Bill Faloon, kluczowi ludzie fundacji, zostali aresztowani. LEF oskarżyła FDA o „powtarzanie Holocaustu” i „zachowywanie się jak gestapo”, poprzez nakładanie ograniczeń co do sposobów marketingu produktów żywieniowych.
W 1992 powołano American Academy of Anti-Aging Medicine (A4M), aby wydzielić specjalność medyczną zapobiegania starzeniu się z ogólnej geriatrii i być miejscem pracy dla lekarzy nią zainteresowanych. Jednak American Board of Medical Specialties nie uznaje ani medycyny zapobiegającej starzeniu się, ani celów A4M’s.

## Etyka i polityka przedłużania życia
Leon Kass, przewodniczący amerykańskiej President’s Council on Bioethics w latach 2001–2005, wyrażał wątpliwość, czy potencjalne nasilenie problemów przeludnienia nie czyni przedłużania życia nieetycznym. Sprzeciwia się przedłużaniu życia, mówiąc:

zwykłe pożądanie wydłużonego czasu życia dla siebie samych jest zarówno oznaką naszej niezdolności otwarcia się na prokreację ani żaden wyższy cel ... pragnienie wydłużenia młodości jest nie tylko dziecinnym pragnieniem skonsumowania życia i posiadania go nadal; jest też wyrazem dziecinnego i narcystycznego życzenia sprzecznego z poświęceniem dla potomności.

simply to covet a prolonged life span for ourselves is both a sign and a cause of our failure to open ourselves to procreation and to any higher purpose ... [The] desire to prolong youthfulness is not only a childish desire to eat one’s life and keep it; it is also an expression of a childish and narcissistic wish incompatible with devotion to posterity.

John Harris, były redaktor naczelny Journal of Medical Ethics, uważa, że dopóki życie jest warte życia, zdaniem samej osoby zainteresowanej, mamy silny moralny imperatyw ratowania życia, a wobec tego rozwijać terapie przedłużające życie i oferować je tym, którzy tego pragną.
Transhumanistyczny filozof Nick Bostrom jest zdania, że wszelkie postępy technologiczne w przedłużaniu życia muszą być dostępne dla każdego, a nie dla uprzywilejowanej mniejszości. W przypowieści zatytułowanej The Fable of the Dragon-Tyrant („Bajka o smoku tyranie”) Bostrom przedstawia śmierć jako smoka żądającego ofiar z ludzi. Po długiej debacie między tymi, którzy uważają smoka za część życia, a tymi, którzy uważają, że można i trzeba go zniszczyć, smok zostaje w końcu zabity. Bostrom uważa, że brak działań politycznych doprowadził do wielu niepotrzebnych śmierci.

## Starzenie się jako choroba
Część naukowców kwestionuje traktowanie starzenia się jako choroby. Leonard Hayflick, który udowodnił, że fibroblasty są ograniczone do około 50 podziałów komórek, uważa, że starzenie się jest nieuniknioną konsekwencją entropii. Hayflick i inny biogerontolog, Jay Olshansky, oraz Bruce Carnes zdecydowanie skrytykowali przemysł produktów mających zapobiegać starzeniu za według nich bogacenie się na sprzedaży suplementów o nieudowodnionym działaniu.
Większość organizacji medycznych i pracowników służby zdrowia nie uważa starzenia się za chorobę. David Sinclair mówi: Nie uważam starzenia się za chorobę, tylko za zbiór dość przewidywalnych chorób spowodowanych pogarszaniem się stanu ciała. Jako dwa główne argumenty przedstawia się, że starzenie się jest zarówno nieuniknione, jak i powszechne, podczas gdy choroby takie nie są. Nie każdy się z tym zgadza. Harry R. Moody, dyrektor działu Academic Affairs w American Association of Retired Persons (Amerykańskie Stowarzyszenie Emerytów), zauważa, że to, co nazywamy normą i chorobą, bardzo zależy od kontekstu historycznego. David Gems, Assistant Director w Institute of Healthy Ageing (Instytut Zdrowego Starzenia się), twierdzi, że starzenie się powinno być uważane za chorobę. W odpowiedzi na argument powszechności starzenia się David Gems mówi, że jest to błędne podejście tak samo jak nieuważanie rasy basenji za psy, ponieważ nie szczekają. Ze względu na powszechność starzenia się nazywa je „szczególnym rodzajem choroby”. W 1954 Robert M. Perlman ukuł na opisanie starzenia się terminy aging syndrome (zespół starzenia się) i disease complex (zespół chorobowy).
Dyskusja nad ujęciem starzenia się jako choroby lub nie ma ważne implikacje. Mogłaby działać jako stymulator dla firm farmaceutycznych pracujących nad terapiami przedłużającymi życie. Mogłaby też doprowadzić do ostrzejszych regulacji ze strony FDA. Obecnie w Stanach Zjednoczonych zapobieganie starzeniu się jest traktowane jako medycyna kosmetyczna, dla której przepisy są łagodniejsze niż dla leków.

### Wybrana literatura
- The Biology of Life Span: A Quantitative Approach, Leonid A. Gavrilov & Natalia S. Gavrilova, (1991), New York: Harwood Academic Publisher, ISBN 3-7186-4983-7.
- Fantastic Voyage: The Science Behind Radical Life Extension Raymond Kurzweil i Terry Grossman, MD. Rodale, 2004, 452 str., ISBN 1-57954-954-3.
- Life Extension. A Practical Scientific Approach. Adding Years to Your Life and Life to Your Years, Durk Pearson i Sandy Shaw, Warner Books, 1982, 858 str., ISBN 0-446-51229-X.
- The Life Extension Companion. The Latest Breakthroughs in Health Science, Durk Pearson i Sandy Shaw, Warner Books, 1984, 430 pages, ISBN 0-446-51277-X.
- Saul Kent, The Life Extension Revolution: The Definitive Guide to Better Health, Longer Life, and Physical Immortality, wyd. 1st ed, New York: Morrow, 1980, ISBN 0-688-03580-9, OCLC 5310032. Brak numerów stron w książce
- The Long Tomorrow, Michael Rose, Oxford University Press, 2005, ISBN 0-19-517939-0.
- No More Dying. The Conquest Of Aging And The Extension Of Human Life, Joel Kurtzman i Phillip Gordon, Dell 1976, 252 str., ISBN 0-440-36247-4.
- Stop Aging Now! The Ultimate Plan For Staying Young & Reversing The Aging Process. Based On Cutting-Edge Research Revealing The Amazing Anti-aging Powers Of Supplements, Herbs, & Food, Jean Carper, Harper Perennial, 1995, 372 str., ISBN 0-06-098500-3 – polski tytuł Stop starzeniu!
- Your Personal Life-Extension Program. A Practical Guide to the New Science That Can Make You Stronger, Smarter, Sexier, More Energetic, and More Youthful, Saul Kent, Morrow, 1985, 384 str., ISBN 0-688-00629-9.

### Czasopisma naukowe
- Clinical Interventions in Aging, red. nacz. Dr Richard F Walker, wyd. Dove Medical Press Ltd. ISSN 1176-9092 (kwartalnik)
- Rejuvenation Research, red. nacz. Aubrey de Grey, wyd. Mary Ann Liebert, Inc. ISSN 1549-1684, on-line ISSN 1557-8577 (dwumiesięcznik)